# Europa Cup (korfbal) 2012
De Europacup korfbal 2012 was de 27e editie van dit internationale zaalkorfbaltoernooi. Voor de eerste keer in de toernooigeschiedenis deden 12 clubs mee aan dit toernooi. Dit was ook de eerste keer dat een team uit Turkije deelnam aan het eindtoernooi.

## Deelnemers
| Club                          | Plaats         |
| ----------------------------- | -------------- |
| TOP                           | Sassenheim     |
| Boeckenberg                   | Antwerpen      |
| CK Assesoria Vallparadis      | Terrassa       |
| SKK Prievidza                 | Prievidza      |
| NC Benfica                    | Lissabon       |
| FJEP Bonson                   | Bonson         |
| Trojans KC                    | Croydon        |
| Ankara University Sports Club | Ankara         |
| Mega Sports Warszawa          | Warschau       |
| Orel STU                      | Orjol          |
| Adler Rauxel                  | Castrop-Rauxel |
| VKC Kolín                     | Kolín          |

## Poulefase Wedstrijden
| Thuisploeg           |   | Uitploeg             | Uitslag |
| -------------------- | - | -------------------- | ------- |
| Vallparadis          | - | Prievidza            | 19-15   |
| Benfica              | - | Bonson FJEP          | 36-6    |
| Trojans              | - | Ankara University    | 19-10   |
| Prievidza            | - | Ankara University    | 18-14   |
| Mega Sports Warszawa | - | Orel STU             | 18-27   |
| Mega Sports Warszawa | - | Bonson FJEP          | 26-8    |
| TOP                  | - | Vallparadis          | 40-14   |
| Boeckenberg          | - | Orel STU             | 34-18   |
| VKC Kolín            | - | Benfica              | 16-19   |
| Adler Rauxel         | - | Trojans              | 26-8    |
| Ankara University    | - | Bonson FJEP          | 16-11   |
| Prievidza            | - | Mega Sports Warszawa | 13-17   |
| VKC Kolín            | - | Orel STU             | 24-16   |
| Vallparadis          | - | Adler Rauxel         | 20-17   |

## Finales
|  | halve finale | halve finale |  |             | finale | finale |
|  |              |              |  |             |        |        |
|  |              |              |  |             |        |        |
|  | TOP          | 33           |  |             |        |        |
|  | Trojans      | 18           |  |             |        |        |
|  |              |              |  |             | TOP    | 22     |
|  |              |              |  | Boeckenberg | 19     |        |
|  | Benfica      | 15           |  |             |        |        |
|  | Boeckenberg  | 34           |  |             |        |        |

| Kampioen EuropaCup 2012 |
| ----------------------- |
| TOP Eerste titel        |

## Eindklassement
| Positie | Club                          |
| ------- | ----------------------------- |
| Goud    | TOP                           |
| Zilver  | Boeckenberg                   |
| Brons   | Trojans                       |
| 4       | Benfica                       |
| 5       | Vallparadis                   |
| 6       | Kolín                         |
| 7       | Adler Rauxel                  |
| 8       | Orel STU                      |
| 9       | Mega Sports Warszawa          |
| 10      | SKK Prievidza                 |
| 11      | Ankara University Sports Club |
| 12      | Bonson FJEP                   |